# 2018年中国西部特大暴雨
2018年中国西部特大暴雨，是指2018年5月中旬开始到7月中旬，中华人民共和国四川省、陕西省、甘肃省等遭遇的强降雨灾害天气。暴雨天气导致四川、陕西、甘肃、重庆多地出现严重洪涝灾害。四川盆地在7月11日前后的降雨过程中局地降水量超过600毫米，其中江油市局部地区达619毫米。暴雨导致了长江上游金沙江、大渡河、岷江、沱江、涪江、嘉陵江等32条河流超警戒水位，11条河流发生超保洪水、2条河流超过历史最高水位。嘉陵江上游、沱江上游发生特大洪水，涪江发生超历史洪水。
在六月下旬至七月初的降雨过程中，重庆市、四川省、陕西省共19个市级行政区、63个县级行政区合计64万人受灾，4人死亡，转移安置1.2万人，直接经济损失8亿元人民币；7月8日至12日的强降雨过程则导致重庆市、四川省、甘肃省、陕西省共32个市级行政区、166个县级行政区352.6万人受灾，16人死亡，4人失踪，转移安置41.1万人，直接经济损失115.8亿元。
自5月1日四川入汛到7月11日，四川共发布暴雨预警15次，防汛应急响应级别最高达二级，地质灾害预警最高达红色预警。广元市、绵阳市、成都市受灾情况严重，其中绵阳市在此期间遭遇了中华人民共和国成立以来规模最大的洪水，至七月十三日，共50余万人受灾，直接经济损失18.53亿元人民币。